# Bispedømmet København
 Ikke at forveksle med det folkekirkelige Københavns Stift.
Bispedømmet København er det landsdækkende romerskkatolske stift (bispedømme), der organisatorisk dækker samtlige katolikker i Danmark (inkl. Færøerne og Grønland). Pr. 1. januar 2015 er der i alt 44.428 katolikker, der er registreret som hørende under Bispedømmet København. Dermed dækker stiftet et større areal end noget andet romerskkatolsk stift i verden. Det blev officielt etableret som regulært bispedømme 29. april 1953, men har rødder tilbage til et apostolisk præfektur (missionsområde), som blev etableret 7. august 1868, og som 12. marts 1892 blev omdannet til et apostolisk vikariat. Bispedømmet er ikke en del af en kirkeprovins, men hører direkte under paven.
Bispedømmets domkirke er Sankt Ansgar Kirke i København, og dets nuværende biskop er Czeslaw Kozon. Bispedømmet er inddelt i 49 sogne.

## Grønland
Ifølge Adam af Bremens optegnelser var Grønland kristnet i 1076. I begyndelsen af 1100-tallet havde Grønland sin egen biskop i Gardar. Omkring 1400 var den katolske tilstedeværelse dog fortrængt igen, og Grønland blev først genkristnet i 1700-tallet af Hans Egede og andre protestantiske missionærer.

## Biskopper af København[2]
| Biskop               | Fra               | Til             | Bemærkninger | Portræt |
| -------------------- | ----------------- | --------------- | --- | ------- |
| Johannes von Euch    | 15. marts 1892    | 18. marts 1922  | Apostolisk præfekt for Danmark og Island (1884-1892) Titulærbiskop af Anastasiopolis (1892-1922) Apostolisk vikar for Danmark og Island (1892-1922)            |         |
| Josef Brems OPraem   | 10. oktober 1922  | 1938            | Apostolisk vikar for Danmark (1922-1938) Titulærbiskop af Roskilde (1922-1958)                                                                                 | −       |
| Theodor Suhr OSB     | 13. december 1938 | 6. oktober 1964 | Apostolisk vikar for Danmark (1938-1953) Titulærbiskop af Balecium (1938-1953) Første biskop af København (1953-1964) Titulærbiskop af Apisa Maius (1964-1976) | −       |
| Hans L. Martensen SJ | 22. marts 1965    | 22. marts 1995  | Anden biskop af København | −       |
| Czeslaw Kozon        | 22. marts 1995    | −               | Tredje biskop af København |         |

## Ekstern henvisning
- http://www.katolsk.dk/ – Bispedømmets officielle hjemmeside

1. ↑  Søgebase
2. ↑  Liste hos gcatholic.com (engelsk)

| Religion | Spire Denne religionsartikel er en spire som bør udbygges. Du er velkommen til at hjælpe Wikipedia ved at udvide den. |

55°40′N 12°34′Ø / 55.67°N 12.56°Ø